# Carcarañá (etnička grupa)
Carcarañá, danas nestali indijanski narod koji je živio na delti Parane, točnije na obalama istoimene rijeke u Južnoj Americi, između 32-33° južne širine i 60-61° zapadne dužine. Prema Del Techou (1673) njihovo brojno stanje iznosilo je oko 8.000.
Svi rani autori povezuju ih uz pleme Timbú, s kojima su bili ne samo u prijateljskim odnosima, nego su i kulturno bili prataktično identični.